# Delosperma laxipetalum
Delosperma laxipetalum är en isörtsväxtart som beskrevs av L. Bol.. Delosperma laxipetalum ingår i släktet Delosperma, och familjen isörtsväxter. Inga underarter finns listade i Catalogue of Life.